# دانيل جليبوف
دانيل جليبوف (مواليد 3 نوفمبر 1999) هو لاعب كرة قدم روسي يلعب في مركز خط الوسط في نادي روستوف.

## روابط خارجية
- دانيل جليبوف على موقع قاعدة بيانات كرة القدم.إي يو (الإنجليزية)
- دانيل جليبوف على موقع ناشيونال فوتبول تيمز (الإنجليزية)
- دانيل جليبوف على موقع Soccerway.com (الإنجليزية)
- دانيل جليبوف على موقع عالم كرة القدم.نت (الإنجليزية)